# Bocula brunneata
Bocula brunneata är en fjärilsart som beskrevs av W. Warren 1912. Bocula brunneata ingår i släktet Bocula och familjen nattflyn. Inga underarter finns listade i Catalogue of Life.